# Rubus trijugus
Rubus trijugus är en rosväxtart som beskrevs av Wilhelm Olbers Focke. Rubus trijugus ingår i släktet rubusar, och familjen rosväxter. Inga underarter finns listade i Catalogue of Life.